# Maia Arson Crimew

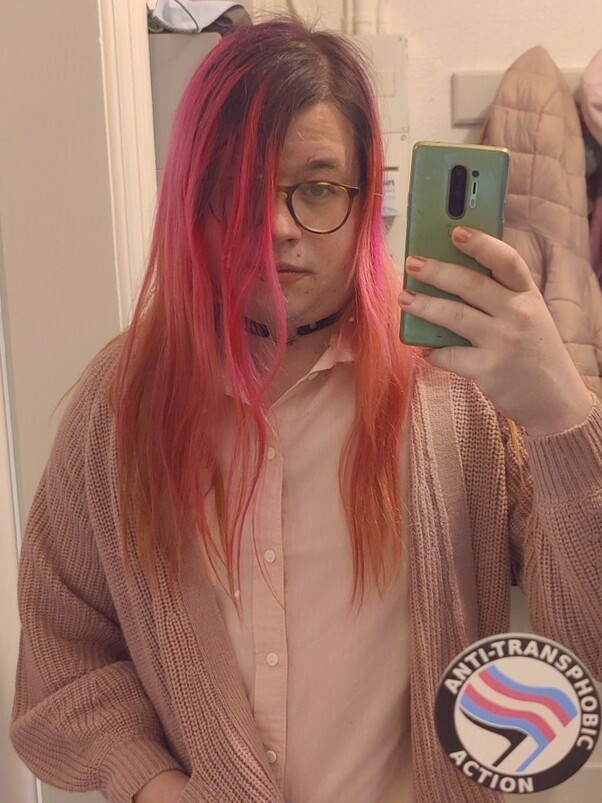
Maia Arson Crimew (März 2021)

Maia Arson Crimew (* 7. August 1999), auch bekannt unter ihrem Pseudonym deletescape, ist eine Schweizer Software-Entwicklerin und Computer-Hackerin. Crimew wurde vor allem bekannt durch ihr angebliches Veröffentlichen von Quellcode von Dutzenden Firmen und für die Beteiligung am Angriff auf die kalifornische Sicherheits-Firma Verkada im Jahr 2021. Crimew wurde dafür im März 2021 in den Vereinigten Staaten durch ein Geschworenengericht angeklagt.

## Daten- und Quellcode-Veröffentlichungen
Im Juli 2020 veröffentlichte Crimew via GitLab Quellcode von Dutzenden von Firmen. Am 6. August 2020 lud Crimew mehr als 20 Gigabyte an Daten und Quellcode aus Intels Eigentum auf die Backup-Plattform Mega hoch. Die Daten stammten von einem anderen Hacker, der behauptete, er habe sie bei einem Einbruch bei Intel im Mai 2020 erbeutet. Er beschrieb sie als erste Tranche, der noch weitere Intel-bezogene Daten folgen würden. Im Januar 2021 war Crimew in eine Veröffentlichung von Quellcode der Firma Nissan involviert, von dem Crimew behauptete, ihn erbeutet zu haben. Eine anonyme Quelle habe Crimew über einen Server informiert, der mit einem Standard-Benutzernamen und -Passwort aufgesetzt worden sei.
Im Januar 2023 fand Crimew auf einem ungeschützten Jenkins-Server der Fluggesellschaft CommuteAir Zugangsdaten, Firmendaten und persönliche Daten von fast 1000 Firmenangestellten sowie eine aus dem Jahr 2019 stammende Fassung der No Fly List und der Selectee List aus der Terrorist Screening Database.
Crimew meinte, dass die meisten ihrer Eingriffe in Computersysteme nicht viele technische Fähigkeiten benötigt hätten.

### Verkada-Hack
Am 8. März 2021 verschaffte sich eine Gruppe von Hackern, die sich „APT-69420 Arson Cats“ nannten und zu denen Crimew gehörte, Super-Admin-Berechtigungen im Computer-Netzwerk von Verkada, einer cloud-basierten Firma für Sicherheitskameras. Dieser Zugriff blieb über 36 Stunden unbemerkt. Die Gruppe sammelte etwa 5 Gigabyte an Daten, darunter auch Videoaufzeichnungen von über 150'000 Kameras, die an Plätzen wie einer Tesla-Fabrik, einem Gefängnis in Alabama, einem Spital in Halifax oder in Altersheimen installiert waren. Die Gruppe griff auch auf eine Liste von Verkada-Kunden und auf die internen Finanzinformationen der Firma selbst zu und erhielt darüber hinaus Super-User-Zugriff zu den firmeninternen Netzwerken von Cloudflare und Okta über deren Verkada-Kameras.
Crimews Twitter-Konto wurde im März 2021 aufgrund des Postens mehrerer Bildschirmfotos von Sicherheitskameras gesperrt. Twitter meinte, das Teilen von gehackten Informationen verstosse gegen ihre Geschäftsbedingungen. Kurz nach dem Einbruch bei Verkada informierte Crimew einen Journalisten und Verkada unterband den Zugriff auf das Firmen-Netzwerk. Während des Angriffs twitterte Crimew „Was wäre, wenn wir den Überwachungskapitalismus in zwei Tagen beenden könnten?“ Die Hackergruppe meinte gegenüber Bloomberg, der Hack „zeige auf, wie allgegenwärtig wir alle überwacht würden und wie wenig Aufmerksamkeit dabei der Sicherheit der Daten gewidmet würde, während es allen nur um den Profit ginge“.

### Anklage
Im März 2021 wurde Crimew durch ein Geschworenengericht wegen krimineller Tätigkeiten angeklagt, die Crimew zwischen 2019 und 2021 begangen haben soll. Es wurde behauptet, Crimew habe Dutzende Unternehmen gehackt, Informationen und Quellcode von mehreren 100 Institutionen veröffentlicht und Merchandising-Artikel mit Bezug auf das Hacking verkauft, etwa T-Shirts. Die Anklage lautet auf Computer-Betrug und -Missbrauch, Überweisungsbetrug und Identitätsdiebstahl. Die Anklage und eine Razzia der Schweizer Polizei in Crimews Zuhause auf Verlangen der amerikanischen Behörden geschahen kurz nachdem Crimew verkündet hatte, in den Angriff auf Verkada involviert gewesen zu sein.
Seit dem 19. März wird Crimew durch den Anwalt Marcel Bosonnet vertreten, der zuvor schon Edward Snowden vertreten hatte. Crimew ist überzeugt, nicht an die Vereinigten Staaten ausgeliefert werden zu können. Der Schweizer Anwalt Roman Kost stellte fest, dass Schweizer Bürger nicht ohne ihre Zustimmung ausgeliefert werden könnten, Crimew aber sehr wohl in der Schweiz angeklagt und verurteilt werden könnte, wenn genügend Anhaltspunkte und Beweise vorhanden wären.
Die kanadische Hacking-Forscherin Gabriella Coleman sagte, sie erwarte, dass Crimew durch die Anklage mehr Unterstützung in der Hacker-Gemeinschaft erhalten werde, da die amerikanische Regierung eine überaus aggressive Haltung bei der Verfolgung von Hackern an den Tag lege, wenn diese linke oder antiautoritäre Ideale verfolgten und dass die Hacker-Gemeinschaft daran denken würde.

## Persönliches
Crimew bezeichnet ihr Geschlecht als nichtbinär (weder weiblich noch männlich); als Pronomen nutzt es im deutschen neben „sie/ihr“ auch die neutralen Pronomen „es/ihr“ und im englischen benutzt es she/her und die geschlechtsneutralen Formen it/its, fae/faer sowie das singulare they/them. Generell bevorzugt es die Pronomen es/ihr, findet aber auch „sie/ihr“ in Ordnung.
Crimew änderte 2022 rechtskräftig ihren Namen, der vorzugsweise vollständig klein geschrieben wird; zudem verwendet oder verwendete es die Pseudonyme deletescape und Tillie Crimew. Es lebt in Luzern, wo es im Jahr 2020 erfolglos für den Luzerner Grossen Stadtrat kandidierte. Als Motivation für ihre Hacking-Aktivitäten gibt es Antikapitalismus, Anarchismus und die Ablehnung der Idee des geistigen Eigentums an. Crimew erklärt: „Sich um buchstäblich nichts anderes zu kümmern als um Profit, resultiert definitiv nicht in mehr Sicherheit“.